# Antonia Samudio
Antonia Samudio (* 27. März 2001) ist eine kolumbianische Tennisspielerin.

## Karriere
Plazas begann im Alter von sieben Jahren mit dem Tennisspielen und bevorzugt Sandplätze. Sie spielte bisher ausschließlich Turniere der ITF Women’s World Tennis Tour, wo sie bislang einen Titel im Doppel gewinnen konnte.
2018 erhielt sie eine Wildcard für die Qualifikation zum Hauptfeld im Dameneinzel der Claro Open Colsanitas, wo sie Priscilla Hon mit 2:6 und 2:6 unterlag. 
2019 erhielt sie nochmals eine Wildcard für die Qualifikation zum Hauptfeld im Dameneinzel der Claro Open Colsanitas, konnte aber auch diese nicht verwerten und scheiterte bereits in der ersten Runde gegen Francesca Di Lorenzo mit 1:6 und 0:6. Danach trat sie bei den verbleibenden drei Grand-Slam-Turnieren jeweils im Einzel und Doppel an. Bei den French Open scheiterte sie im Juniorinneneinzel bereits in der ersten Runde, konnte aber im Juniorinnendoppel an der Seite von Partnerin Carlota Martínez Círez die zweite Runde erreichen, wo die beiden dann aber gegen Hurricane Tyra Black und Lea Ma verloren. In Wimbledon war im Juniorinneneinzel wie auch im Juniorinnendoppel bereits in der ersten Runde der Wettbewerb beendet. Bei den US Open scheiterte Samudio ebenfalls in beiden Wettbewerben bereits in der ersten Runde.
2021 erhielt sie nochmals eine Wildcard für die Qualifikation zum Hauptfeld im Dameneinzel, verlor aber bereits in der ersten Runde gegen Chloé Paquet mit 2:6 und 3:6. Die Wildcard für das Hauptfeld im Damendoppel konnte sie an der Seite von Jessica Plazas ebenfalls nicht nutzen; die beiden verloren mit 3:6 und 2:6 gegen Jana Sisikowa und Wang Yafan.

## Turniersiege

### Doppel
| Nr. | Datum             | Turnier | Kategorie | Belag | Partnerin                       | Finalgegnerin                | Ergebnis                |
| --- | ----------------- | ------- | --------- | ----- | ------------------------------- | ---------------------------- | ----------------------- |
| 1.  | 18. November 2022 | Nules   | ITF W15   | Sand  | Jimar Geraldine Gerald González | Laura Böhner Mihaela Đaković | 7:5, 2:6, [8:6] Aufgabe |